# Android Automotive
Android Automotive è una variante del sistema operativo Android di Google, specifica per autoveicoli. Fu introdotta nel marzo 2017 e sviluppata da Google e Intel insieme a case automobilistiche quali Volvo e Audi. Il progetto mira a fornire una base di codice comune ai produttori di veicoli, che poi sviluppano una propria versione del sistema operativo. Oltre a funzionalità di infotainment, come messaggistica, navigazione e riproduzione di musica, il sistema operativo gestisce funzioni specifiche del veicolo come il controllo dell'aria condizionata.
A differenza di Android Auto, Android Automotive non richiede un dispositivo esterno per funzionare, ma è un sistema operativo completo che viene eseguito sul veicolo stesso.